# Gregory Sierra
Gregory Sierra (New York, 25 januari 1937 – Laguna Woods, 4 januari 2021) was een Amerikaans acteur.

## Biografie
Sierra speelde sinds eind jaren 60 meer dan 100 rollen in films en op tv. Zo was hij te zien als de geplaagde buurman Julio Fuentes in de komedieserie Sanford and Son, speelde hij politieman Chano Amenguale in Barney Miller en had hij een semi-vaste rol in de komedieserie Soap. Verder speelde hij gastrollen in onder meer All in the Family (als joodse radicaal Paul, die later de dood vindt door een autobom), Hawaii Five-O, Alias Smith and Jones en Gunsmoke. 
Gedurende de jaren 70 was Sierra ook te zien in films als Papillon, The Towering Inferno en The Prisoner of Zenda. In de jaren 80 zette hij zijn carrière voort met optredens in series als Miami Vice, Hill Street Blues, Airwolf en Magnum, P.I.. Wel was hij nu meer te zien op televisie dan in speelfilms; een trend die zich in de jaren 90 voortzette. Hij had gastrollen in onder meer Murder, She Wrote, The X-Files, The Fresh Prince of Bel-Air en Walker, Texas Ranger.
Sierra overleed in 2021 op 83-jarige leeftijd aan kanker.

## Filmografie (selectie)
- It Takes a Thief Televisieserie - Rol onbekend (Afl., Rock-Bye, Bye, Baby, 1969)
- The Flying Nun Televisieserie - Officer Juarez (Afl., A Ticket for Bertrille, 1969)
- The High Chaparral Televisieserie - Arrigo (Afl., The Long Shadow, 1970)
- The Mod Squad Televisieserie - Rol onbekend (Afl., A Town Called Sincere, 1970)
- McCloud: Who Killed Miss U.S.A.? (Televisiefilm, 1970) - Eerste hulpsheriff
- The Flying Nun Televisieserie - Raoul (Afl., The Somnaviatrix, 1970|Papa Carlos, 1970|A Gift for El Charro, 1970)
- Mission: Impossible Televisieserie - Butler (Afl., Chico, 1970)
- Beneath the Planet of the Apes (1970) - Verger
- Getting Straight (1970) - Garcia
- Weekend of Terror (Televisiefilm, 1970) - Politie-sergeant
- Mission: Impossible Televisieserie - Gomal (Afl., Phantoms, 1970)
- Alias Smith and Jones Televisieserie - Juan (Afl., Journey from San Juan, 1971)
- Red Sky at Morning (1971) - Chamaco
- Machismo: 40 Graves for 40 Guns (1971) - Lopez
- Pocket Money (1972) - Guerro Chavarin
- The Culpepper Cattle Co. (1972) - Eenogige paardendief
- The Wrath of God (1972) - Jurado
- Mission: Impossible Televisieserie - Fernando Laroca (Afl., Cocaïne, 1972)
- Banyon Televisieserie - Rol onbekend (Afl., The Murder Game, 1972)
- The Waltons Televisieserie - Volta (Afl., The Gypsies, 1973)
- Ironside Televisieserie - Trona (Afl., Love Me in December, 1973)
- Banacek Televisieserie - Norman Esposito (Afl., The Two Million Clams of Cap'n Jack, 1973)
- All in the Family Televisieserie - Paul Benjamin (Afl., Archie Is Branded, 1973)
- The Thief Who Came to Dinner (1973) - Dynamite
- Gunsmoke Televisieserie - Blue Jacket (Afl., Women for Sale: Part 1 & 2, 1973)
- Kung Fu Televisieserie - Zolly (Afl., The Stone, 1973)
- The Clones (1973) - George (Nemo)
- The Streets of San Francisco Televisieserie - Rol onbekend (Afl., A Wrongful Death, 1973)
- Hawaii Five-O Televisieserie - Lolo Kensi (Afl., Tricks Are Not Treats, 1973)
- Papillon (1973) - Antonio
- The Laughing Policeman (1973) - Ken Vickery, schurkerige motorrijder
- Columbo: Publish of Perish (Televisiefilm, 1974) - Lou D'Allessandro
- McCloud Televisieserie - Politie-patrouilleman Rico Cross (Afl., This Must Be the Alamo, 1974)
- Honky Tonk (Televisiefilm, 1974) - Slade
- The Castaway Cowboy (1974) - Marruja (Brysons handlanger)
- Petrocelli Televisieserie - Rudolph Chavez (Afl., Death in High Places, 1974)
- The Towering Inferno (1974) - Carlos, de barkeeper
- Games Guys Play (1975) - Rol onbekend
- Antonio and the Mayor (Televisiefilm, 1975) - Rol onbekend
- Gunsmoke Televisieserie - Osuna (Afl., Hard Labor, 1975)
- Sanford and Son Televisieserie - Julio Fuentes (12 afl., 1972-1975)
- The Fireman's Ball (Televisiefilm, 1975) - Rol onbekend
- Barney Miller Televisieserie - Det. Sgt. Chano Amenguale (35 afl., 1975-1976)
- Hunter Televisieserie - Rol onbekend (Afl., The K Group: Part 1 & 2, 1977)
- Police Story Televisieserie - Ed Cheruco (Afl., The Malflores, 1977)
- A.E.S. Hudson Street Televisieserie - Dr. Antonio 'Tony' Menzies (Afl. onbekend, 1977)
- The Night They Took Miss Beautiful (Televisiefilm, 1977) - Omar Welk
- Police Story Televisieserie - Rol onbekend (Afl., River of Promises, 1978)
- Mean Dog Blues (1978) - Jesus Gonzales
- Insight Televisieserie - Rol onbekend (Afl., Loser Take All, 1978)
- Evening in Byzantium (Televisiefilm, 1978) - Fabricio
- The Prisoner of Zenda (1979) - De Graaf
- Three Hundred Miles for Stephanie (Televisiefilm, 1981) - Dr. Galfas
- Soap Televisieserie - Carlos 'El Puerco' Valdez (11 afl., 1980-1981)
- Hart to Hart Televisieserie - Eduardo (Afl., A Couple of Harts, 1981)
- The Greatest American Hero Televisieserie - Sheriff Mark Vargas (Afl., Hog Wild, 1981)
- Lou Grant Televisieserie - Hector (Afl., Immigrants, 1982)
- McClain's Law Televisieserie - Rol onbekend (Afl., The Last Hero, 1982)
- Cassie and Co. Televisieserie - Rol onbekend (Afl., Anything for a Friend, 1982)
- Quincy, M.E. Televisieserie - Rick Durado (Afl., Baby Rattlesnakes, 1982)
- Farrell for the People (Televisiefilm, 1982) - Rechercheur Mike Rodriguez
- Uncommon Valor (Televisiefilm, 1983) - George Callender
- Gloria Televisieserie - Sandoval (Afl., Death Row Dog, 1983)
- Simon & Simon Televisieserie - Gregory Cable (Afl., The Club Murder Vacation, 1983)
- The Night the Bridge Fell Down (Televisiefilm, 1983) - Diego Ramirez
- Hill Street Blues Televisieserie - ADA Alvarez (Afl., Moon Over Uranus: The Final Legacy, 1983|The Belles of St. Marys, 1983|Life in the Minors, 1983|Eugene's Comedy Empire Strikes Back, 1983)
- Zorro and Son Televisieserie - Kapitein Paco Pico (Afl. onbekend, 1983)
- Kenny Rogers as The Gambler: The Adventure Continues (Televisiefilm, 1983) - Silvera
- Hart to Hart Televisieserie - Howard Castle (Afl., Max's Waltz, 1984)
- Blue Thunder Televisieserie - Rol onbekend (Afl., The Long Flight, 1984)
- Miami Vice Televisieserie - Lt. Lou Rodriguez (Afl., Brother's Keeper, 1984|Heart of Darkness, 1984|Cool Runnin', 1984|Calderone's Return: Part 1 - The Hit List, 1984)
- MacGyver Televisieserie - Generaal Antonio Vasquez (Afl., The Gauntlet, 1985)
- Stingray (Televisiefilm, 1985) - Anthony 'Tony' Mendosa
- Murder, She Wrote Televisieserie - Det. Sgt. Moreno (Afl., Broadway Malady, 1985)
- Cagney & Lacey Televisieserie - Eddie 'Cleanhead' Stutz (Afl., Violation, 1985)
- Cover Up Televisieserie - Zeidler (Afl., The Assassin, 1985)
- Command 5 (Televisiefilm, 1985) - Delgado
- Simon & Simon Televisieserie - Raul Gutierrez (Afl., The Enchilada Express, 1985)
- You Again? Televisieserie - Joe (Afl., Good Neighbors, 1986)
- Airwolf Televisieserie - Frank Ochoa (Afl., Wildfire, 1986)
- MacGyver Televisieserie - Kolonel Antunnez (Afl., Jack of Lies, 1986)
- Let's Get Harry (1986) - Alphonse
- Cagney & Lacey Televisieserie - Coach Kellino (Afl., Ahead of the Game, 1987)
- Her Secret Life (Televisiefilm, 1987) - Vic 'The Dancer' Pena
- Falcon Crest Televisieserie - FBI-Agent Taylor (Afl., Desperation, 1987)
- Magnum, P.I. Televisieserie - Miguel Torres (Afl., Pleasure Principle, 1987)
- Hunter Televisieserie - Raadsman Elandro (Afl., Flashpoint, 1987)
- Murder, She Wrote Televisieserie - Sanchez (Afl., Murder Through the Looking Glass, 1988)
- The Trouble with Spies (1987) - Kapitein Sanchez
- Something Is Out There (Televisiefilm, 1988) - Victor Maldonado
- Something Is Out There Televisieserie - Kapitein Victor Maldonado (Afl. onbekend, 1988)
- Where the Hell's That Gold?!!? (Televisiefilm, 1988) - Generaal
- Growing Pains Televisieserie - Dr. Paul Ramirez (Afl., The New Deal: Part 1 & 2, 1989)
- Desperado: Badlands Justice (Televisiefilm, 1989) - Jesus Gutierrez
- Midnight Caller Televisieserie - Perry Fine (Afl., Protection, 1990)
- Unspeakable Acts (Televisiefilm, 1990) - Frank Fuster
- MacGyver Televisieserie - Kapitein Diaz (Afl., The Treasure of Manco, 1990)
- Donor (Televisiefilm, 1990) - Hector Aliosa
- P.S.I. Luv U Televisieserie - Lt. Orly (Afl., Pilot, 1991)
- P.S.I. Luv U (Televisiefilm, 1991) - Lt. Orly
- Deep Cover (1992) - Felix Barbosa
- Honey I Blew Up the Kid (1992) - Terrence Wheeler
- Murder, She Wrote Televisieserie - Ramon (Afl., Day of the Dead, 1992)
- The Fresh Prince of Bel-Air Televisieserie - Hector (Afl., Will Gets Committed, 1992)
- The Ray Bradbury Theater Televisieserie - Ricardo (Afl., Sun and Shadow, 1992)
- The Golden Palace Televisieserie - Rubin (Afl., Ebbtide for the Defense, 1992)
- The X-Files Televisieserie - Dr. Diamond (Afl., The Jersey Devil, 1993)
- Nurses Televisieserie - Gina's vader (Afl., Bring Me, the Head of Hank Kaplan, 1993)
- Hot Shots! Part Deux (1993) - De Kapitein
- Nurses Televisieserie - Vargas Cuevas (Afl., Bury the Hatchets, 1994)
- 704 Hauser Televisieserie - Manny (Afl., Ernie Live on Tape, 1994)
- Star Trek: Deep Space Nine Televisieserie - Entek (Afl., Second Skin, 1994)
- Dr. Quinn, Medicine Woman Televisieserie - Generaal Eli Parker (Afl., The Washington Affair: Part 1 & 2, 1994)
- A Low Down Dirty Shame (1994) - Kapitein Nunez
- Murder, She Wrote Televisieserie - Lt. Gabriel Caceras (Afl., The Petrified Florist, 1993|A Nest of Vipers, 1994|Flim Flam, 1995)
- Walker, Texas Ranger Televisieserie - Rafael Mendoza (Afl., Standoff, 1995)
- Kirk Televisieserie - Dr. Navarro (Afl., Kirk Unplugged, 1995)
- Common Law Televisieserie - Luis Alvarez (Afl. onbekend, 1996)
- Ellen Televisieserie - Generaal Colon (Afl., When the Vow Breaks: Part 1, 1996)
- The Wonderful Ice Cream Suit (1998) - Villanazul
- Vampires (1998) - Father Giovanni
- Jane Austen's Mafia! (1998) - Bonifacio
- Blood Money (Televisiefilm, 2000) - Rol onbekend

- Biblioteca Nacional de España: XX4921367
- Gemeinsame Normdatei: 1192227786
- International Standard Name Identifier: 0000 0001 1814 1002
- Library of Congress Control Number: no95043421
- Système universitaire de documentation: 249504154
- Virtual International Authority File: 169126047
- WorldCat: E39PBJxrRRwy96Pp6RqpBbTGpP